# 태광여자상업고등학교
태광여자상업고등학교(泰光女子商業高等學校)는 부산광역시 금정구 구서2동에 있었던 산업체 부설 고등학교이다. 동문 졸업생은 6,211명이 배출되었다.

## 연혁
- 1988년 3월 1일 : 개교
- 2004년 2월 29일 : 모기업인 태광그룹의 구조조정 방침으로 인해 폐교

## 폐교 이후
현재는 태광인력개발원으로 활용되고 있다.

## 사건 사고
1997년 2월 6일 새벽 1시 30분께 설을 앞둔, 태광산업 직물가공부에서 밤샘 일을 하던 강모씨가 구겨진 원단을 기계로 펴다가 손과 얼굴이 기계에 빨려들면서 온몸이 기계에 감겨 숨지는 사실이 있다.

## 같이 보기
- 세화고등학교
- 세화여자고등학교
- 세화여자중학교